# ريف فون ويليامز
ريف فون ويليامز (بالإنجليزية: Ralph Vaughan Williams)‏ (12 أكتوبر 1872 - 26 أغسطس 1958) كان ملحناً بريطانياً. تنوعت أعماله ما بين السيمفونيات، الأوبرا، موسيقى الحجرة، الكورال والموسيقى التصويرية للأفلام.

## روابط خارجية
- ريف فون ويليامز على موقع IMDb (الإنجليزية)
- ريف فون ويليامز على موقع الموسوعة البريطانية (الإنجليزية)
- ريف فون ويليامز على موقع مونزينجر (الألمانية)
- ريف فون ويليامز على موقع ألو سيني (الفرنسية)
- ريف فون ويليامز على موقع ميوزك برينز (الإنجليزية)
- ريف فون ويليامز على موقع أول موفي (الإنجليزية)
- ريف فون ويليامز على موقع قاعدة بيانات الأفلام السويدية (السويدية)
- ريف فون ويليامز على موقع إن إن دي بي (الإنجليزية)
- ريف فون ويليامز على موقع أول ميوزيك (الإنجليزية)
- ريف فون ويليامز على موقع ديسكوغز (الإنجليزية)